# Aonyōbō

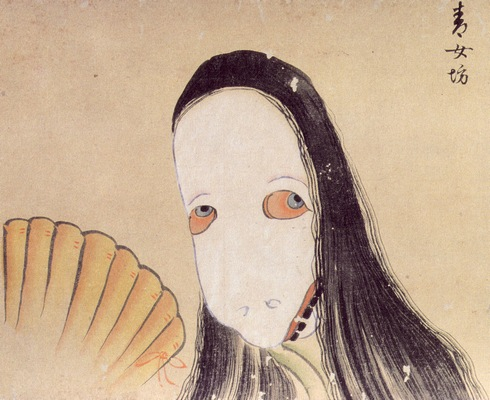
Il viso della strega Aonyoubou (青女房), da un dipinto di Hyakki Yagyō Emaki (百鬼夜行絵巻), 1832.

Aonyōbō (青女房?) (anche Ao-nyōbō , Aou nyobou e Ao onna) è un yōkai (妖怪?), creatura leggendaria della mitologia giapponese evolutasi dalla cultura popolare del periodo Heian.

## Terminologia

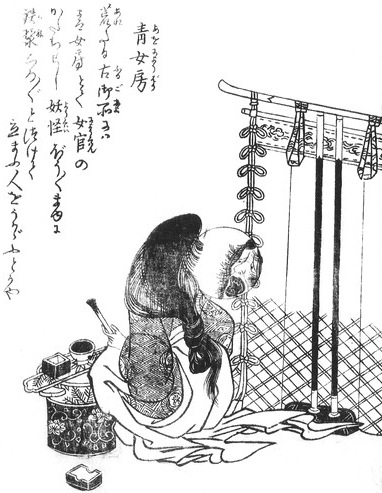
L’aonyōbō illustrata nel Konjaku Gazu Zoku Hyakki dell’artista Toriyama Sekien, 1779.

Ao-nyōbō è un termine giapponese composto da due parole ao (青?) che significa ‘’blu’’ e nyōbō (女房?) "dama di compagnia". Nyōbō si riferisce a una dama di compagnia giovane, inesperta, di basso rango o dama di compagnia di basso rango che ha povere mansioni a corte o che serve in una residenza nobiliare. Il colore blu veniva attribuito, nel periodo Heian, al rango delle nyōbō cadute in disgrazia e/o poco attraenti che non riuscivano trovare marito. Il nome ao-onna significa prettamente "donna (o moglie) blu".

## La dama mostruosa

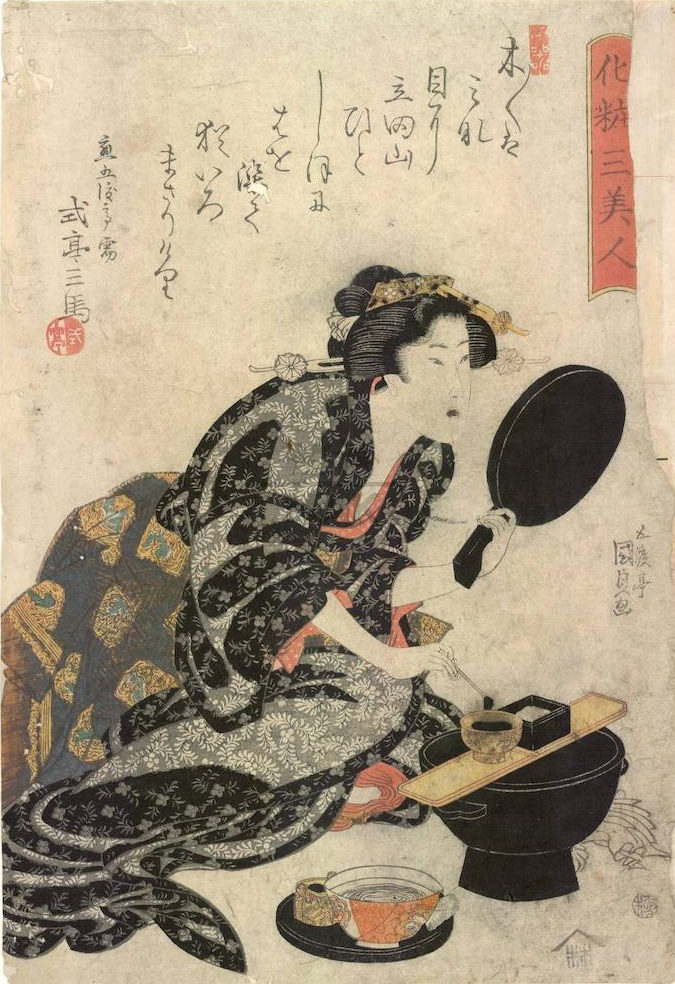
Nyobo o anche geisha al trucco intenta ad annerirsi i denti, dalla serie ‘’Tre belle donne al trucco”, nishiki-e di Utagawa Kunisada, 1815.

L'ao-nyōbō è uno spirito femminile, indossa un jūnihitoe del periodo Heian, formato da molti strati di tessuto, completamente lacerato e sporco sul davanti. Porta dei capelli lunghi fino al suolo e ha sul viso una maschera fatta di cipria bianca, sopracciglia dipinte e l'ohaguro, quando la toglie mostra un viso orribile dalla pelle rugosa e sottile con sopracciglia rasate, alle volte priva di occhi. Vive sola in grandi case abbandonate e si fa bella. Porta con sé un ventaglio e uno specchio nel quale si guarda di continuo. Quando la si incontra è sempre girata o seduta di spalle, apparendo così come una bella fanciulla snella e ben vestita. L’ammiratore che le si avvicina, vedendo il suo riflesso nello specchio, si terrorizza ed è allora che la dama si gira, lo azzanna e lo mangia con i suoi lunghi denti neri e le sue unghia forti come artigli. L'ao-nyōbō è lo spirito che rappresenta la povertà, la sfortuna e la vanità. Questa creatura ha delle similitudini con l'aoandon (青行燈, lanterna blu), un altro yōkai femminile che si nutre della paura delle persone.

## La leggenda
La leggenda vuole che questi spiriti siano stati delle ex dame di compagnia che invecchiate, non avanzate mai di grado e mai maritate, muoiono sole e disperate. Essendo vanitose e ambiziose anche nella morte, continuano a vagare in grandi residenze abbandonate in cui si agghindano a festa, sempre con specchio e ventaglio tra le mani. Sedute nascoste dietro il tradizionale sudare, nella più cupa delle solitudini, attendono il loro principe azzurro. Lo sfortunato visitatore, dopo essere morto di paura nel guardarle, finisce sbranato dalle loro fauci. Una tragedia che si ripete all’infinito, la donna aspetta invano e l’uomo puntualmente viene divorato. Egli viene considerato non adatto e l’orrore che l'ao-nyōbō vede nei suoi occhi le ricorda la sua meschina e dolorosa esistenza. Non potendo questa sostenere tale umiliazione sistematicamente sopprime la sua vittima, in un circolo vizioso di autodistruzione. 
Molto spesso questo tipo di spiriti attacca e divora anche giovani donne belle e raffinate per invidia e gelosia.

## Nella letteratura

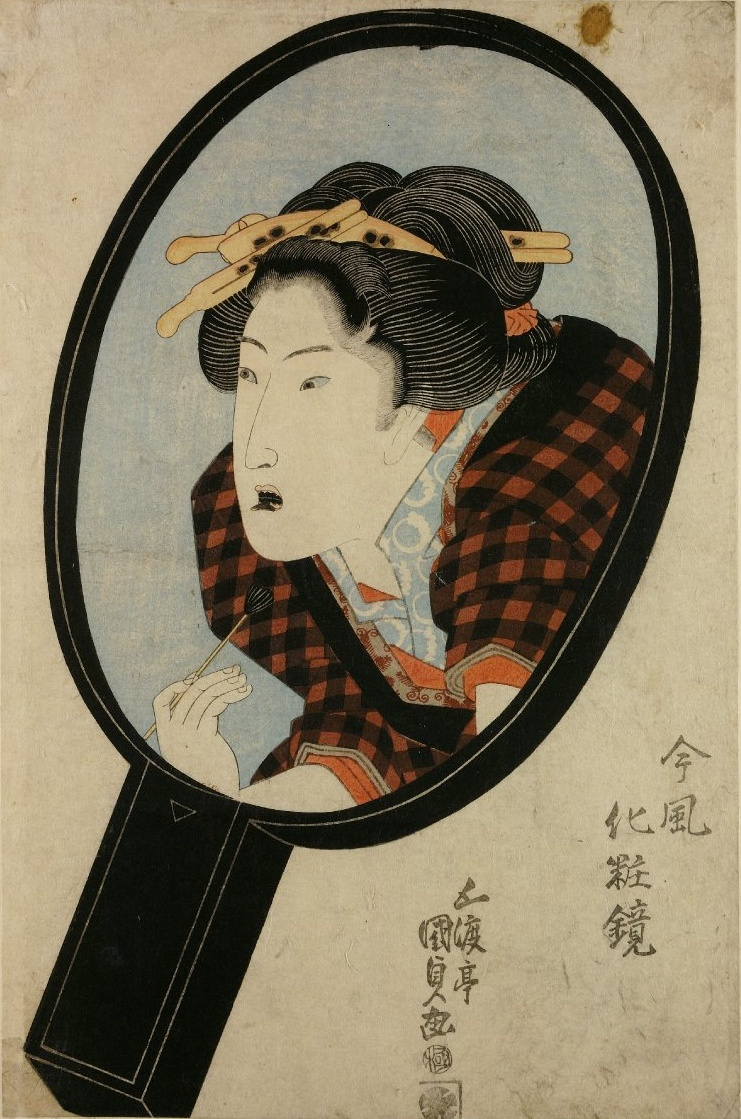
Dama allo specchio, dalla serie ‘’Specchi delle moderne tolette”, ukiyo-e di Utagawa Kunisada, 1823.

Un yōkai dalla pelle blu viene descritto per la prima volta delle poesie waka di Minamoto no Sanetomo terzo shōgun del clan Kamakura nell'XI secolo. Il genere del demone viene indicato, poi, nelle cronache storiche Azuma Kagami (吾妻鏡/東鑑?, "Lo specchio d’Oriente") di fine XI e nel Heike monogatari (平家物語?, "Il racconto della famiglia Taira") del XIV secolo. Mentre dettagli sull’aspetto fisico iniziano a delinearsi in molti hyakuki yakou emaki (antologie di figure mitologiche giapponesi?) realizzati nel periodo Muromachi, dove viene descritta come una cortigiana con un dente nero, che guardando in uno specchio e dialoga con un demone.
È solo con le illustrazioni di Toriyama Sekien, nel Konjaku gazu zoku hyakki (今昔画図続百鬼?, lett. "Cento demoni del presente e del passato illustrati"), che il personaggio si completa. Nel testo si afferma che si chiama ao-nyobo, che è una dama di compagnia del periodo Heian e la si dipinge nello stile iconografico dell’epoca. Sekien racconta anche che lo spirito dimora in un palazzo antico e desolato. 
In alcuni testi viene chiamata anche con altri nomi come haguro-bettari e shimoguchi e ha caratteristiche che perderà nel tempo, come si può notare nell'opera Ehon Hyaku Monogatari (絵本百物語?, "Il libro illustrato delle cento storie") dell’incisore Takehara Shunsensai, nel 1841. Le sue rappresentazioni hanno avuto una grande influenza sul Yokai hyaku monogatari (妖怪百物語?, Le cento storie di demoni) del fumettista Mizuki Shigeru realizzato nel 1979. 

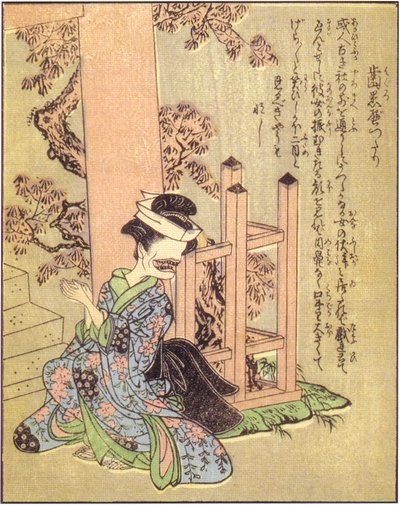
L’ ao-nyobo disegnata da Shunsensai nel 1841, col nome di haguro-bettari (歯黒べったり), ukiyo-e.

## Nella cultura popolare
Il personaggio del cattivo Ariake no Kata (有明の方) della serie Shuriken Sentai Ninninger, il personaggio di Badonna dei Power Rangers Ninja Steel e anche La Signora, boss finale, di little nightmeres sono basati sulla figura dell'ao-nyobo.